# Палагнюк, Иван Иванович
Иван Иванович Палагнюк (2 февраля 1923 год, село Звенячин — 22 декабря 2003 года, село Звенячин, Заставновский район, Черновицкая область, Украина) — старший кочегар сахарного комбината «Крещатик» Министерства пищевой промышленности Украинской ССР, Заставновский район Черновицкой области. Герой Социалистического Труда (1971).

## Биография
Родился 2 февраля 1923 года в крестьянской семье в селе Звенячин. После освобождения Черновицкой области от оккупации с 1944 года трудился учеником в котельной, машинистом паровых котлов на Застановском сахарном заводе в селе Кострижевка. Освоил смежные специальности. После строительства на заводе теплоэлектроцентрали назначен старшим кочегаром паровых котлов ТЭЦ.
Внёс несколько рационализаторских предложений, участвовал в модернизации оборудования, в результате чего значительно возросла производительность труда. Досрочно выполнил личные социалистические обязательства и плановые производственные задания Восьмой пятилетки (1965—1970). Указом Президиума Верховного Совета СССР от 26 апреля 1971 года «за выдающиеся успехи, достигнутые в выполнении заданий пятилетнего плана по развитию пищевой промышленности» удостоен звания Героя Социалистического Труда с вручением ордена Ленина и золотой медали «Серп и Молот».
Трудился кочегаром до выхода на пенсию в 1990 году. Проживал в родном селе Звенячин, где скончался в 2003 году.
Награды
- Герой Социалистического Труда
- Орден Ленина
- Орден Трудового Красного Знамени (23.05.1966)